# OurAge
OurAge（アワーエイジ）とは、集英社の雑誌（季刊誌）「MyAge」（マイエイジ）のオフィシャルサイトである。主に40～50代の婦人向けに、美と健康に関する情報、サービスなどを提供している。

## 概要
雑誌と連動したハイブリッド型メディアをめざしている。毎日更新されるオフィシャルサイトを中心に、より深掘りした情報を雑誌で読者に届ける。OurAgeの中心は特集・コラムで、健康と美に関するテーマを中心に、オリジナルコンテンツのほか、MyAgeとリンクしたページ、主催したセミナーの報告記事など、毎日3-5項目更新している。
コラムのほかに、グッドエイジングセミナーやイベント、Eコマース（OurAgeストア）など多角的な展開をしている。ユーザーと共感して作り上げるメディアという意味もこめて「OurAge」と名づけた。なお、コミュニティーとしてのFacebookにも力を入れている。

## コンテンツ

### 特集コラム
8つの項目に分け、OurAgeライターや編集部（チーム「健活」）のオリジナルコンテンツ、雑誌MyAgeとリンクしたコンテンツなどを更新。
- 「大人ビューティ」
- 「からだ元気」
- 「おでかけ女史組」
- 「ヘルシーごはん」
- 「ドクター通信」
- 「毎日YOJO（養生）」
- 「更年期の知恵」
- 「今日のとっておき」

コラムのライター
- 熊坂仁美
- 井上きみどり
- 石井宏子
- 庄司いずみ
- 朝倉匠子
- 荻野こず恵
- 小原誉子
- 弓気田みずほ
- 地曳いく子
- 北村美香
- 吉川千明
- 今村ナオミ
- 白井朝美
- 草野いづみ

### グッドエイジングセミナー
月1、2回の有料セミナー。「おしゃれなリーディンググラスの見つけ方」「アロマテラピーでケアする女性の不調」「ハーブを学んで美しく健康に」「大人のバレエストレッチ」ほか

### OurAgeストア
集英社が運営するeコマースである「Flagshop」内にある。なお、MyAge/OurAgeのハイブリッド型メディアについて、事業構想大学院大学教授・江端浩人氏は、下記のようにコメントしている。
「今後のメディアの融合に大きなインパクトを持つ可能性があると筆者は考えている。
それは、各メディアの持つ特性を上手く活用していく構成がとられているからである。わかりやすく言うと、雑誌ではテーマの深みを追求し、オンラインメディアでは広がりを追求していると筆者はとらえている。そして、この構成は中心が雑誌ではなくオンライン側にあるということが大きく違うのではないだろうか」